# Saint-Hilaire-de-Lusignan
 Saint-Hilaire-de-Lusignan  es una población y comuna francesa, en la región de Aquitania, departamento de Lot y Garona, en el distrito de Agen y cantón de Agen-Nord.

## Demografía
| 924 | 918 | 982 | 1092 | 1204 | 1301 |
| Para los censos de 1962 a 1999 la población legal corresponde a la población sin duplicidades (Fuente: INSEE [Consultar]) |     |     |      |      |      |